# Гарольд Томас Фінні II
Гарольд Томас Фінні II, або коротко Гел Фінні (4 травня 1956 — 28 серпня 2014) — американський програміст. Був другим розробником для PGP Corporation, найнятим Філом Циммерманом. На початку своєї кар'єри він працював в якості провідного розробника для декількох консольних ігор. Він також був одним з перших користувачів Біткойну і отримав першу транзакцію в 10 біткойнів від творця проекту Сатосі Накамото.

## Молодість і освіта
Фінні народився в Коалінгу, Каліфорнія, 1956. Навчався в Каліфорнійському технологічному інституті, отримавши в 1981 році ступінь бакалавра в області машинобудування.

## Кар'єра

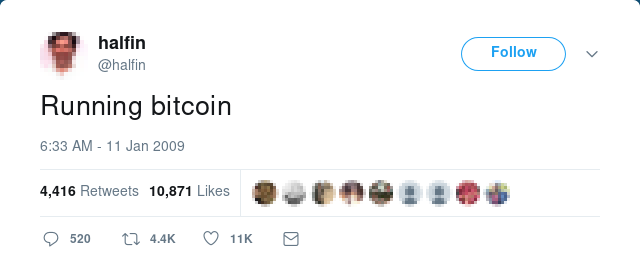
Перший в історії твіт про біткойн, опублікований Гелом Фінні 11 січня 2009 року

Після закінчення Каліфорнійського технологічного інституту, Фінні працював на компанію комп'ютерних ігор, яка розробила такі ігри, як Adventures of Tron, Armor Ambush, Astroblast і Space Attack. Пізніше перейшов на роботу в PGP Corporation, з якими залишався до свого виходу на пенсію в 2011 році.
Фінні був відомим активістом криптографії. На початку 1990-х років, у додаток до регулярної розсилки повідомлень шифропанкам використовуючи Listserv, Фінні написав затребуваний код, інтегрувавши інструменти шифрування в спеціальне безкоштовне програмне забезпечення для розсилки електронної пошти — ремейлери. Подальша криптографічна діяльність включала успішне проведення конкурсу, щоб зламати шифр експортного класу, що використовується в Netscape.
У 2004 році Фінні написав перший алгоритм «Багаторазового доказу виконання роботи» до створення Біткойну. У січні 2009 року Фінні став першим одержувачем транзакції в мережі Bitcoin.

## Особисте життя, хвороба
У жовтні 2009 Фінні помістив замітку в блозі Less Wrong, де повідомив, що в серпні поточного року йому діагностували бічний аміотрофічний склероз (БАС) . До своєї хвороби, Фінні був активним бігуном в напівмарафонах. Гел Фінні і його дружина Френ збирали гроші для дослідження БАС за підтримки міжнародного марафону, що проходив в Санта-Барбарі.
За останній рік життя Фінні з дружиною отримали анонімні дзвінки, в яких їм погрожували розкриттям конфіденційної інформації і вимагали за мовчання 1000 біткойнів. Вони стали жертвами «сваттинга» — містифікації, «де злочинець дзвонить в екстрену службу, використовуючи підроблений телефонний номер, і робить вигляд, що скоїв тяжкий злочин, сподіваючись спровокувати збройну реакцію поліції по будинку жертви».

## Смерть
Гел Фінні помер у Фініксі 28 серпня 2014 і був кріонований Фондом Alcor Life Extension.